# Monilispira
Monilispira is een geslacht van weekdieren uit de klasse van de Gastropoda (slakken).

## Soort
- † Monilispira archeri Olsson & Harbison, 1953
- Monilispira bandata (Nowell-Usticke, 1969)
- † Monilispira bigemma (Dall, 1890)
- Monilispira circumcincta Nowell-Usticke, 1969
- Monilispira lysidia (Duclos, 1850)
- Monilispira monilifera (Carpenter, 1857)